# Josep Himnògraf
Josep l'Himnògraf (grec antic: Ιωσήφ ὁ Ὑμνογράφος; llatí: Iosephus Hymnographus) o Josep el Melode (grec antic: Ιωσήφ ὁ ποιήτης τῶν κανόνων; llatí: Iosephus Canonum Scriptor o Iosephus Melodus) o Josep de Sicília (Siracusa, c. 816 - Constantinoble, 3 d'abril de 886) fou un eclesiàstic romà d'Orient. És un dels grans poetes litúrgics i himnògrafs de l'Església grega, anomenat «la dolça veu d'ocell de l'Església». És venerat com a sant per diverses confessions cristianes.

## Biografia
Va néixer a l'illa de Sicília el 816, i era fill de Plocí (Plotinus o Plutinus) i d'Àgata, persones de certa posició i molt pietoses. A causa de les depredacions dels musulmans a Sicília, la família va haver de fugir cap al Peloponès. Cap al 831, als quinze anys, va decidir entrar en un monestir, i finalment ho va fer al de Latomus a Tessalònica, reconegut per la devoció i ascetisme dels seus monjos. Fou ordenat prevere i va acompanyar a Gregori de Decàpolis a Constantinoble on va esdevenir un dels caps del partit ortodox en la lluita contra l'emperador iconoclasta Lleó V l'Armeni iniciada el 814.
De Constantinoble, Gregori el va enviar a Roma per demanar el suport del papa en la lluita contra els iconoclastes, però pel camí fou capturat per pirates i portat a Creta, on fou venut com a esclau i empresonat pels iconoclastes. Va romandre a la presó sis anys, fins a la mort de Lleó V (820) quan segons el seu biògraf fou miraculosament alliberat per sant Nicolau de Mira i portat a Constantinoble, on el seu amic Gregori ja havia mort i ara dirigia als ortodoxos Joan. A la mort d'aquest, Josep va procurar que les restes de Gregori i Joan fossin traslladades a l'església de Sant Joan Crisòstom, on va establir un monestir que va atreure molts religiosos per la seva eloqüència.
Per la seva fidelitat al culte de les imatges fou desterrat al Quersonès Tàuric, segurament per l'emperador Teòfil (829-842). A la mort de l'emperador fou cridat per l'emperadriu Teodora, i mercès al favor del patriarca Ignasi de Constantinoble (847-858 i 867-877) va obtenir el càrrec de sceuophylax, o portador dels objectes sagrats de la gran església de la capital; Josep era acceptat tant per Ignasi com pel seu rival Foci. Va morir a molt avançada edat el 883.

## Obres
Josep és principalment famós per haver escrit un gran nombre (un miler, aproximadament) de cànons poètics i himnes, d'una gran qualitat literària. Se'n conserven alguns, però hi ha certa dificultat a distingir la seva obra de la de Josep Estudita, també poeta. Es consideren seus:
- Canones in omnia Beatae Virginis Mariae festa entre els quals Mariale, un himne de servei en honor de la verge.
- Theotocia
- Els canons del Menaion, que porta el seu nom en acròstic a la novena oda.
- Aixequem les nostres veus ara.[Enllaç no actiu]
- Estels del matí.[Enllaç no actiu]
- Perdona'ns, Senyor. Arxivat 2011-07-03 a Wayback Machine.

Continuen cantant-se en la litúrgia grega i oriental, i alguns s'han adaptat en himnes protestants.